# Bay Street
Pour Bay Street (Nassau), voir Bay Street (Nassau).

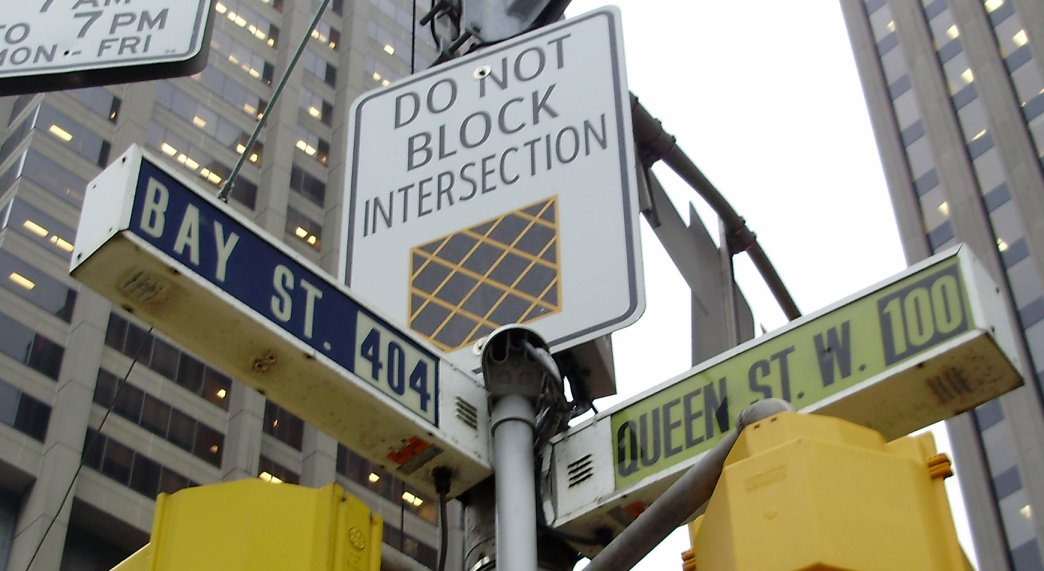

Bay Street est une rue du centre-ville de Toronto, en Ontario, au Canada. Elle est le centre du quartier financier de la ville, et son nom est souvent utilisé pour désigner la bourse de Toronto, comme le sont Wall Street et la Cité de Londres pour les places boursières américaines et britanniques. Son statut de cœur financier du Canada remonte aux années 1970, qui a longtemps été représenté par la rue Saint-Jacques à Montréal. Elle est située tout juste à l'ouest de la rue Yonge.
À l'intersection de deux rues sont érigées les tours de quatre des cinq principales banques canadiennes. Aux alentours, se trouvent de nombreux sièges sociaux de sociétés de courtage, de compagnies d'assurances, d'études légales et la Bourse de Toronto.